# Chamaeleo tremperi
Chamaeleo tremperi este o specie de cameleon din genul Chamaeleo, familia Chamaeleonidae, ordinul Squamata, descrisă de Necas 1994. Conform Catalogue of Life specia Chamaeleo tremperi nu are subspecii cunoscute.